# Polyscias vogelkopensis
Polyscias vogelkopensis là một loài thực vật có hoa trong Họ Cuồng cuồng. Loài này được Philipson miêu tả khoa học đầu tiên năm 1978.